# Kawnice
Kawnice (prononciation : [kavˈnit͡sɛ]) est un village polonais de la gmina de Golina dans le powiat de Konin de la voïvodie de Grande-Pologne dans le centre-ouest de la Pologne.
Il se situe à environ 4 kilomètres au sud-est de Golina (siège de la gmina), à 9 kilomètres au nord-ouest de Konin (siège du powiat) et à 86 kilomètres à l'est de Poznań (capitale régionale).
Le village possédait une population de 879 habitants en 2011.

## Histoire
De 1975 à 1998, le village faisait partie du territoire de la voïvodie de Konin.

Depuis 1999, Kawnice est situé dans la voïvodie de Grande-Pologne.